# Vernon Blake

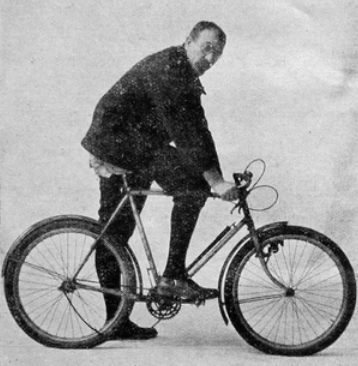
Vernon Blake (ca. 1930)

Vernon Blake (* 22. September 1875 in Reigate; † 18. April 1930 in Avignon) war ein britischer Autor, Journalist, Maler, Bildhauer, Erfinder, passionierter Radfahrer und Bergsteiger. Er war nach Einschätzung eines zeitgenössischen Journalisten, der „bemerkenswerteste, der vielseitigste und hervorragendste Mann, den ich je getroffen habe“.

## Biographie

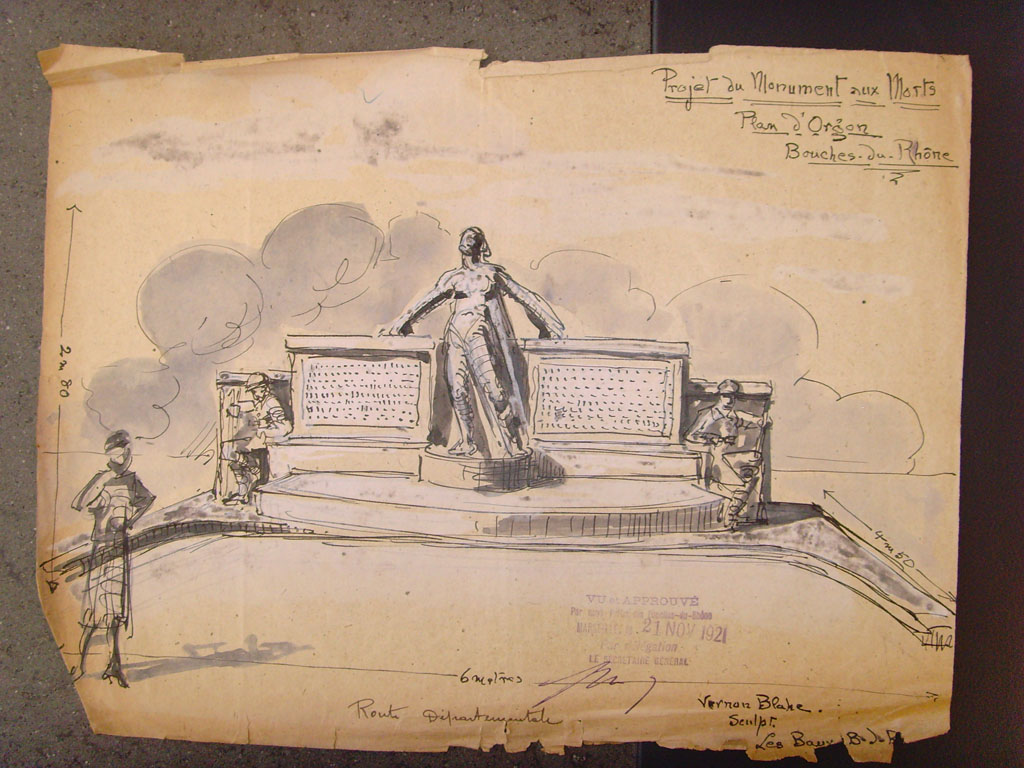
Entwurf von Blake für das Kriegerdenkmal in Plan-d’Orgon

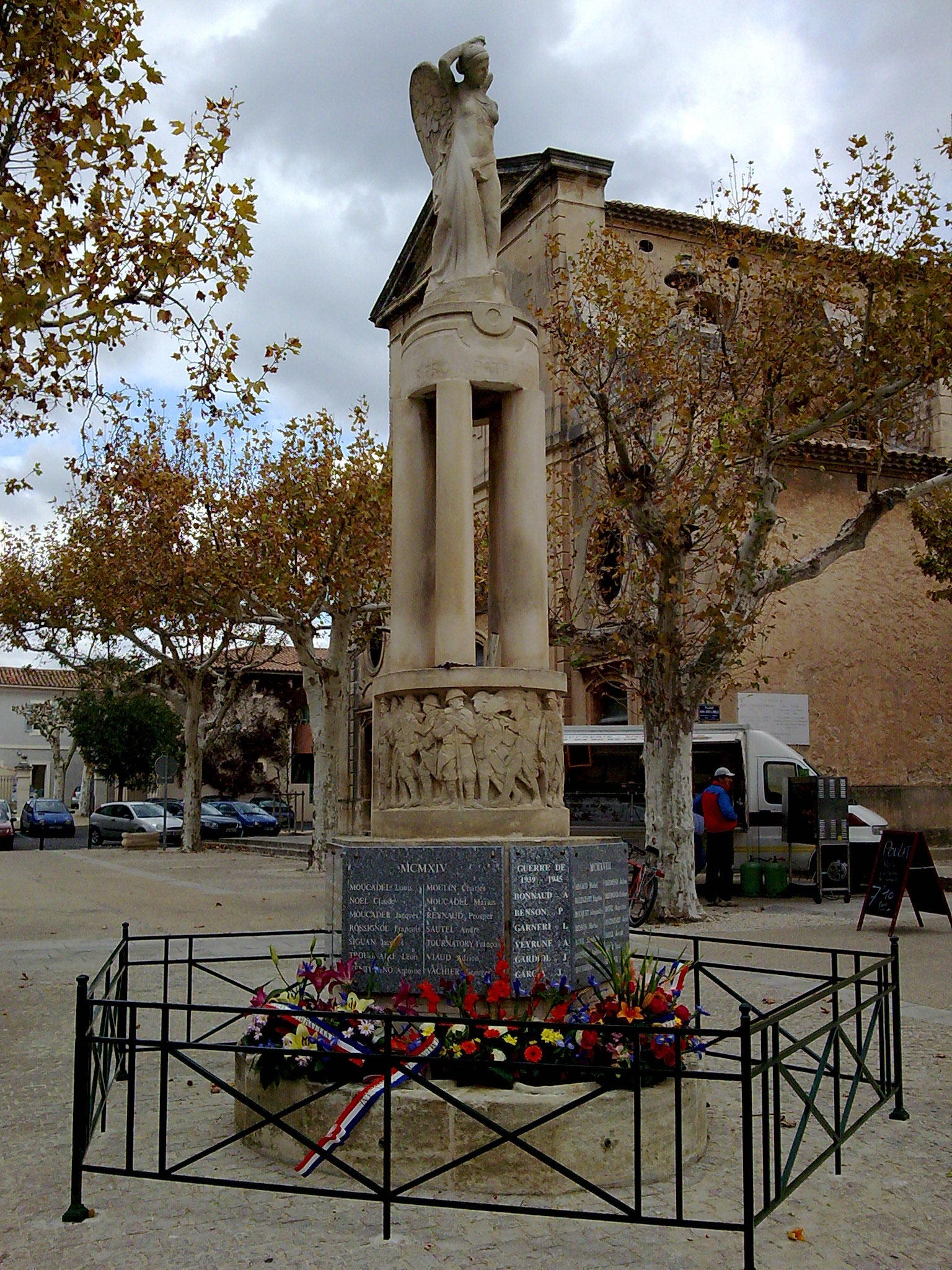
Blakes Denkmal in Maussane-les-Alpilles

Vernon Blake wurde als Sohn des Mediziners Edward T. Blake und von dessen Frau Anne Madeleine Hanson geboren; die Familie war wohlhabend. Seine universitäre Ausbildung erhielt er am King’s College sowie am University College in London. Er interessierte sich für Physik und Chemie, insbesondere für Kristallographie. Sein Vater mietete für ihn in Eaton Ford ein kleines Haus, wo er seine universitären Arbeiten durchführen konnte; ein Raum war als Labor eingerichtet.
Von 1892 bis 1896 war Blake Mitglied des North Road Cycling Clubs und fuhr Rennen, auch als Schrittmacher auf einem Dreirad. 1894 gewann er das populäre Radrennen Anfield 100. Er zog aber, wie die Zeitschrift Cycling schrieb, „die unkonventionellere Art des Radsports vor“. So nahm er etwa an einer Clubfahrt über 200 Meilen von London nach York teil, machte sich dann aber am folgenden Tag allein nach Edinburgh auf, um über den Lake District und Manchester zurück nach London zu fahren. Einmal reiste er nur mit dem Fahrrad und dem nötigsten Gepäck nach Konstantinopel, kam ohne Geld und Papiere nach England zurück und durfte erst nach einem Telegramm seines Vaters wieder einreisen. Frederick Thomas Bidlake schrieb in Cycling: „Er ist einer der wenigen, die nach dem Evangelium leben, eine Reise niemals mit der Bahn zu machen, wenn das Fahrrad denselben Zweck erfüllt.“ Blake soll in diesen Jahren weitere Reisen mit dem Fahrrad in den Nahen Osten, etwa nach Syrien, in die Türkei und auf den Balkan gemacht haben; seine Arabischkenntnisse sollen ihm eine Reise, als Fellache verkleidet, bis nach Khartum ermöglicht haben. Für diese Reisen fehlen allerdings belastbare Quellen. Ihm wurde auch nachgesagt, er habe 14 Sprachen beherrscht.
Blake war häufig im britischen Lake District unterwegs, zum Bergsteigen und zum Radfahren außerhalb befestigter Straßen (off road). 1896 verunglückte er beim Bergsteigen mit Freunden in den Alpen, in der Nähe des Mont Blanc; dabei brach er sich mehrere Rippen, und sein Eispickel bohrte sich in seine Lunge. Nachdem er das Krankenhaus verlassen hatte, verbrachte er einen Erholungsurlaub in Menton. In seiner Pension kam er mit einer Gruppe von jungen Malern zusammen und entwickelte selbst Interesse an der Malerei. Zurück in London bewarb er sich erfolgreich an der Slade School of Fine Art. Etwa 1899 ging er nach Paris, um sich bei dem Maler Eugène Carrière weiterzubilden, zufällig zur gleichen Zeit wie Henri Matisse, mit dem er aber kaum Kontakt hatte. In dieser Zeit heiratete er Marie Bonnin aus Blois, die als Modell gearbeitet hatte; 1902 wurde eine Tochter namens Suzanne geboren. Das Ehepaar reiste nach Italien, und Blake verdiente dort mit der Malerei seinen Lebensunterhalt und wandte sich zudem der Bildhauerei zu. 1907 wurde er Direktor der  British Academy of Arts in Rome .
1910 kehrten Blake und seine Frau nach Frankreich zurück, wo er den Auftrag bekam, den Lesesaal des heute nicht mehr bestehenden Kaufhauses Grands Magasins du Louvre zu gestalten. Im Jahr darauf erwarben die Eheleute im südfranzösischen Les Baux ein Haus. Nach dem Ersten Weltkrieg bekam Blake von Gemeinden aus dem Umland Aufträge zur Gestaltung von vier Kriegerdenkmälern, bei den Arbeiten hieran verlor er auf einem Auge die Sehkraft, nachdem dieses von einem Marmorsplitter getroffen worden war.
1919 organisierte Blake in Frankreich eine Ausstellung seiner Werke, möglicherweise in der Galerie des renommierten Kunsthändlers Georges Petit. Auch in seinem Heimatland England gab es zwei Ausstellungen seiner Werke.
Blake schrieb zahlreiche Artikel über den französischen Radsport und französische Fahrräder für britische Fachzeitschriften, die er oftmals selbst illustrierte. 1924 verbrachte er den größten Teil des Jahres in London und Oxford, seine Tochter Suzanne erlernte dort in dieser Zeit Englisch. Er selbst arbeitete in London an dem 1925 erschienenen Buch Relation in Art, für das er elf Jahre lang Material gesammelt hatte und von einem Professor der Slade School of Fine Art in höchsten Tönen gelobt wurde. Bis 1929 wurden weitere Bücher von ihm publiziert, darunter The Art And Craft Of Drawing, das mehrere Auflagen hatte und zuletzt 2008 neu aufgelegt wurde. In diesem Werk beschrieb er verschiedene Zeichentechniken aus China, Japan, aus der Höhle von Altamira, aus englischen und französischen Kathedralen, bei griechischen Vasen, von Michelangelo, Leonardo da Vinci und Pierre Puvis de Chavannes.
In seinem Haus in Les Beaux entwarf Vernon Blake Holzspielzeug und tüftelte an Fahrrad-Gangschaltungen sowie an einer -Bremse, die er patentieren ließ. Zu seinen Freunden gehörte seit 1911 der Journalist Paul de Vivie, Pseudonym Vélocio, der zuvor selbst eine Form der Schaltung mit Umwerfer erfunden hatte und immer wieder auf Radtouren Les Beaux besuchte. 1927 ließ sich Blake in Saint-Étienne ein Fahrrad nach eigenem Entwurf bauen und fuhr es selbst über rund 280 Kilometer nach Les Beaux zurück.
Vernon Blake trank Zeit seines Lebens keinen Alkohol und war Nichtraucher, allerdings litt er immer wieder an Anfällen von Malta-Fieber, mit dem er sich auf seinen Reisen in den Nahen Osten infiziert hatte, und an den Folgen seines Bergsteiger-Unfalls. Er starb am 18. April 1930, einem Karfreitag, in einem Krankenhaus in Avignon im Alter von 54 Jahren. Noch nach seinem Tod erschienen in der C.T.C. Gazette (C.T.C = Cyclists’ Touring Club) von ihm verfasste Artikel, so im Juli 1930 die Beschreibung eines Rades mit Ballonreifen und kleinen Gängen, das als erstes Mountainbike oder als dessen Vorläufer gilt. Sein Freund de Vivie kam wenige Wochen vor Blakes Tod bei einem Unfall ums Leben. Im Nachruf auf Blake schrieb die Times: „Chiefly a man of extraordinary individuality, thought and invention […] bicycling was a much deeper and more lasting love, which yielded as material for his undoubted inventive genius.“ („Vorrangig ein Mann von außerordentlicher Individualität, außerordentlichem Denken und Erfindungsgeist […] war das Fahrradfahren eine viele tiefere und länger dauernde Liebe, die als Material für seinen unzweifelhaft erfinderischen Geist diente.“)

## Publikationen
- Drawing for children and others. Oxford University Press, London 1915, (mehrere Auflagen).
- Relation in art. Being a suggested scheme of art criticism. With which is incorporated a sketch of a hypothetic philosophy of relation. University Press, Oxford 1925, (mehrere Auflagen).
- The way to sketch. Notes on the essentials of landscape sketching. Particular reference being made to the use of water-colour. Clarendon Press, Oxford 1925.
- The Aesthetic of Ashanti. In: Robert S. Rattray: Religion & Art in Ashanti. Clarendon Press, Oxford 1927, S. 344–381.
- The Art and Craft Of Drawing. Oxford University Press u. a., Oxford u. a. 1927.
- Historical Guide to Les Baux en Provence. Blue Peter Publishing Co., London 1927.
- Thought: A State Asset Self published, London 1930.